# Lockheed F-94 Starfire
El Lockheed F-94 Starfire fue el primer reactor interceptor todo tiempo de la Fuerza Aérea de los Estados Unidos (USAF). Fue desarrollado por Lockheed, basándose en el avión de entrenamiento Lockheed T-33 Shooting Star. El avión entró de servicio en mayo de 1950 con el Mando de Defensa Aérea, reemplazando al North American F-82 Twin Mustang de motor de pistones en las tareas de interceptor todo-tiempo.
El F-94 fue el primer caza operativo de la USAF con posquemador y fue el primer caza todo-tiempo a reacción en entrar en combate durante la guerra de Corea, en enero de 1953. Tuvo una vida operativa relativamente breve, siendo reemplazado a mitad de los años 50 por el Northrop F-89 Scorpion y North American F-86D Sabre. El último avión dejó el servicio activo en 1958 y el servicio con la Guardia Aérea Nacional en 1959.

## Diseño y desarrollo

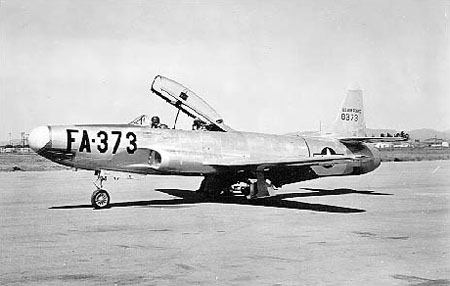
Lockheed YF-94 (S/N 48-373). Éste fue el segundo avión construido (desde un TF-80C).

Construido para cubrir una especificación de la USAF de 1948 por un interceptor equipado con radar, para reemplazar los avejentados F-61 Black Widow y North American F-82 Twin Mustang, fue específicamente diseñado para contrarrestar la amenaza de los nuevos bombarderos Tupolev Tu-4 de la Unión Soviética (Boeing B-29 construidos mediante ingeniería inversa). El Curtiss-Wright XF-87 Blackhawk había sido diseñado para ser el primer caza nocturno de la USAF, pero sus prestaciones eran insuficientes, y a Lockheed se le pidió diseñar un caza nocturno a reacción con base en un programa de choque. El F-94 fue derivado del TF-80C (más tarde T-33A Shooting Star), que era una versión biplaza de entrenamiento del F-80 Shooting Star. Fueron añadidos un área de morro alargada con armas, radar, y sistema automático de control de fuego. Como la conversión parecía tan simple, se le concedió un contrato a Lockheed a principios de 1949, con el primer vuelo el 16 de abril de 1949. Los primeros YF-94 de pruebas usaban un 75% de las partes usadas en los anteriores F-80 y T-33A.
El sistema de control de fuego era el Hughes E-1, que incorporaba el radar AN/APG-33 (derivado del AN/APG-3, que dirigía las armas de cola del B-36) y la mira de puntería estimada Sperry A-1C. Este sistema de radar de corto alcance era útil sólo en las fases terminales de la interceptación. La mayoría de las operaciones serían dirigidas usando la interceptación controlada desde tierra, como era el caso de los anteriores aviones a los que reemplazó.
El peso añadido del equipo electrónico requería un motor más potente, así que el motor turborreactor J33 estándar, con el que se había equipado al T-33A, fue reemplazado por el Allison J33-A-33 con posquemador. La combinación redujo la capacidad interna de combustible. El F-94 iba a ser el primer reactor estadounidense con un posquemador. El J33-A-33 tenía un empuje estándar de 18 kN (4000 lbf), y con inyección de agua se incrementaba hasta los 24 kN (5400 lbf), y con posquemador un empuje máximo de 27 kN (6000 lbf). El posquemador del YF-94A tuvo muchos problemas de inmadurez con su encendedor y sistema de estabilización de la llama.

### Versiones de producción

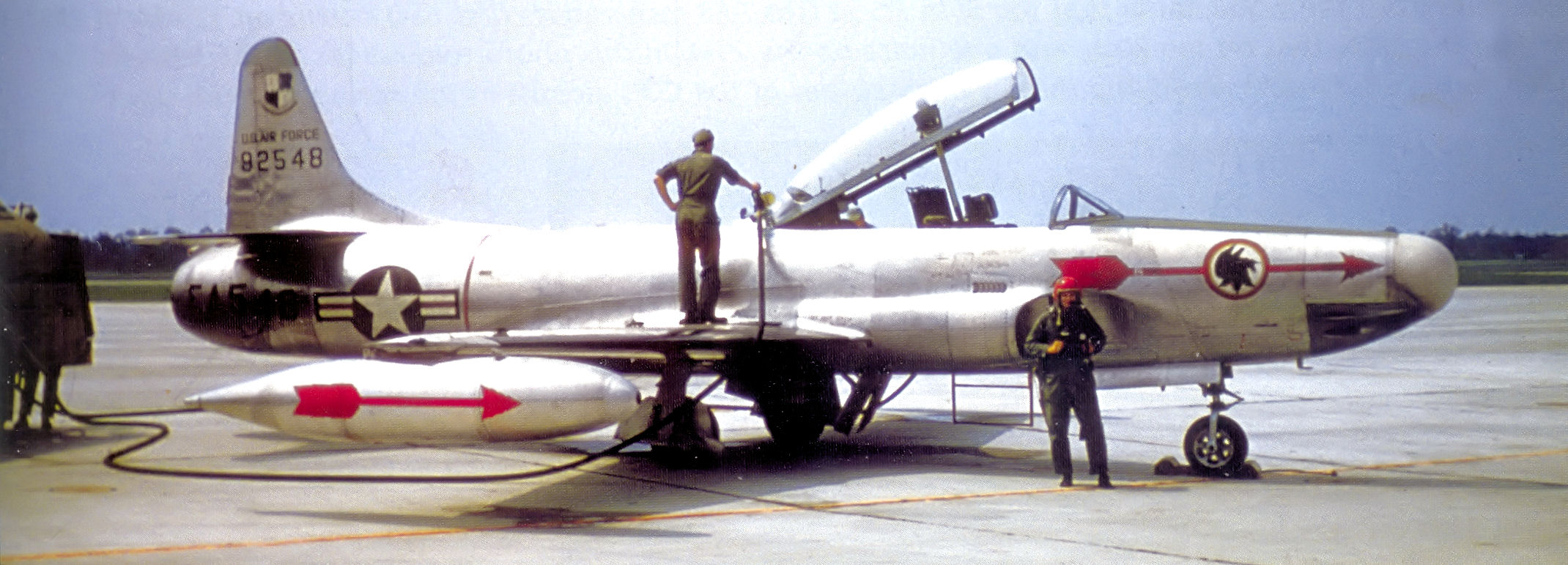
F-94A 49-2548, 2d Fighter-Interceptor Squadron, McGuire AFB, NJ.

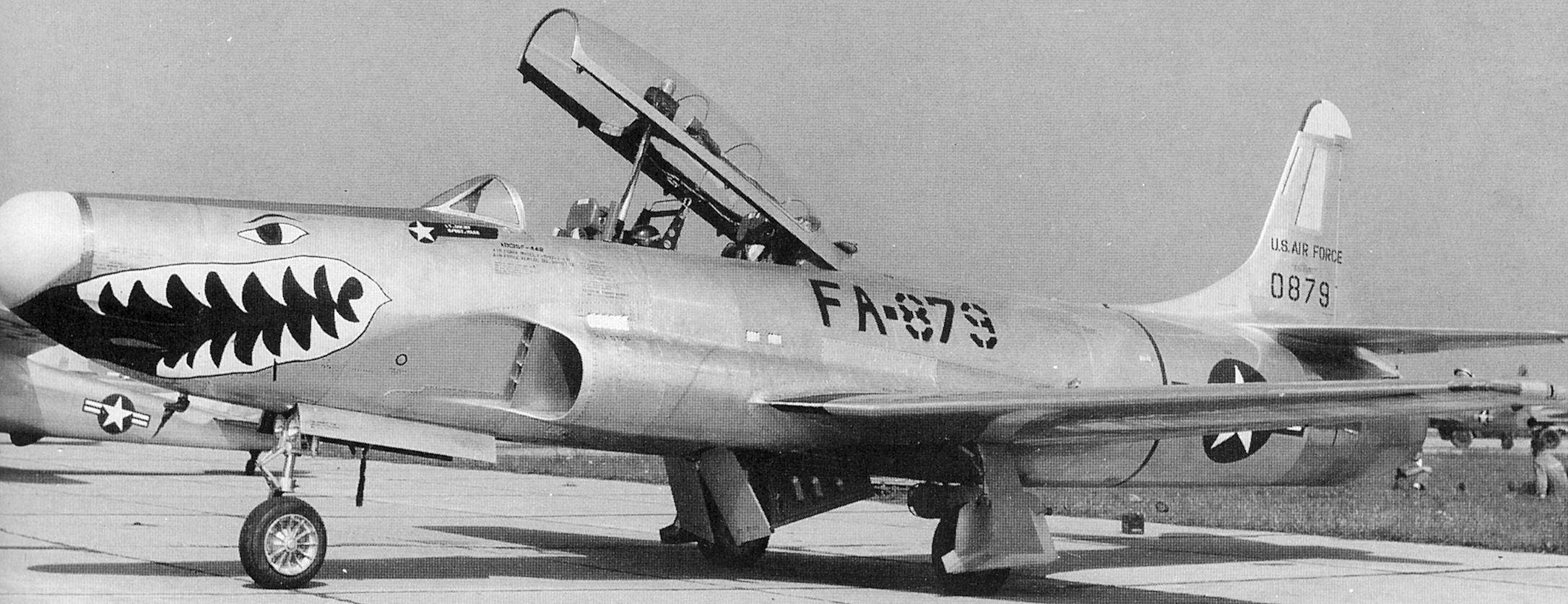
Lockheed F-94B 50-879 del 61st Fighter-Interceptor Squadron.

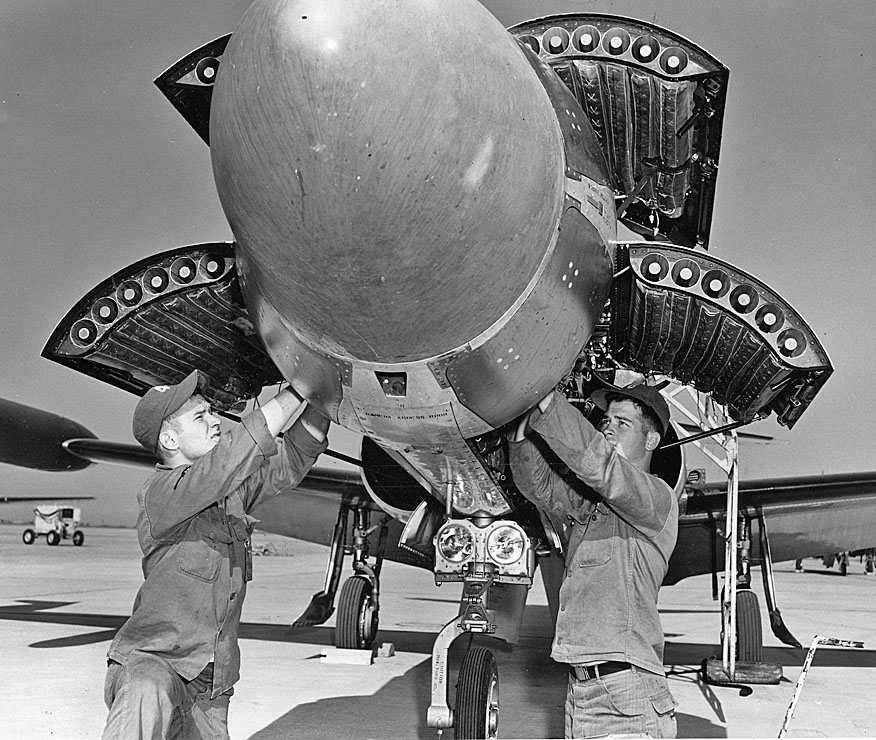
F-94C siendo armado con FFAR de 2.75 in (70 mm).

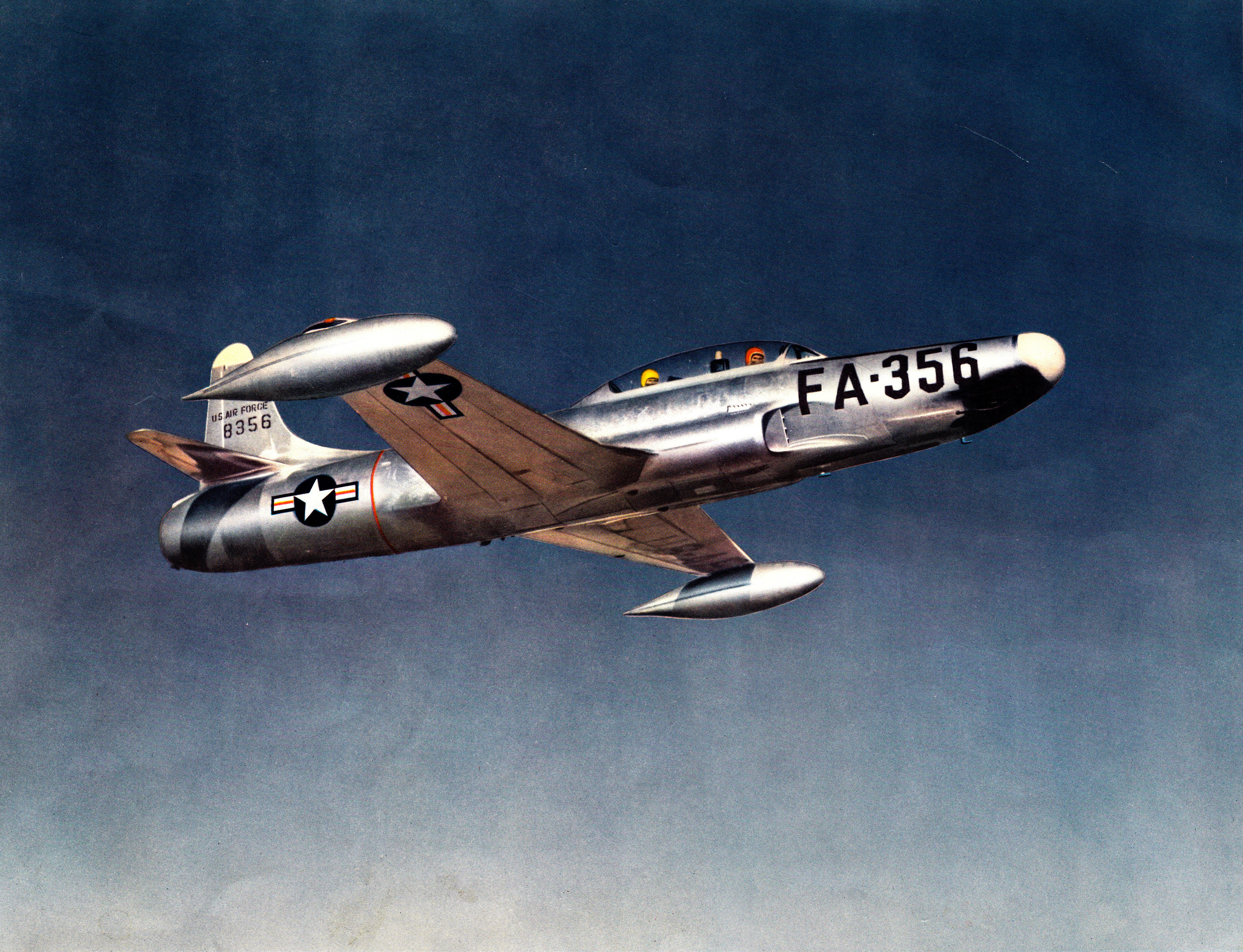
F-94 FA-356.

El modelo de producción inicial fue el F-94A, que entró en servicio operacional en mayo de 1950. Su armamento era de cuatro ametralladoras Browning M3 de 12,7 mm montadas en el fuselaje, con las bocas saliendo justo por detrás del radomo. Dos depósitos lanzables de 1204 litros, como los llevados por los F-80 y T-33, podían llevarse por debajo de las puntas alares. Como alternativa, podían ser reemplazados por bombas de 454 kg, dando al avión una capacidad secundaria de cazabombardero. Se produjeron 109 unidades. El F-94A estuvo en servicio operacional solo por un breve tiempo tal y como fue construido originalmente, y no fue bien recibido por sus tripulaciones. Principalmente esto se debía a la poca fiabilidad de sus motores J33, que causaron muchos abortos en tierra y que fueron juzgados por las tripulaciones como inseguros. El avión fue juzgado como inestable y difícil de maniobrar a gran altura por sus pilotos. El piloto y el operador de radar encontraban que la cabina era demasiado pequeña, resultando en varios trágicos accidentes durante eyecciones de emergencia.
El subsiguiente F-94B, que entró en servicio en enero de 1951, era virtualmente idéntico, externamente, al F-94A. Al turborreactor J33 se le habían realizado una serie de modificaciones, que lo hicieron un motor muy fiable; al piloto se le proporcionó una cabina más espaciosa y la cubierta fue reemplazada por otra con armazón arqueado en el centro entre los dos miembros de la tripulación, al igual que un nuevo Sistema de Aterrizaje Instrumental (ILS). Fueron construidos 356 aviones. Se probó en servicio como un avión muy fiable con relativamente pocos problemas. Como reemplazaron a los F-94A en servicio con los escuadrones activos, los modelos más viejos fueron enviados a Lockheed para ser remotorizados y modificados al estándar F-94B. Estos aviones F-94A/B también fueron modificados con un contenedor bajo cada ala para dos ametralladoras adicionales de 12,7 mm, llegando el total a ocho. Estos aviones fueron más tarde entregados a unidades de la Guardia Aérea Nacional, donde sirvieron hasta el final de los años 50.
El F-94C Starfire fue extensamente modificado respecto a las primeras variantes del F-94. De hecho, fue designado inicialmente F-97, pero finalmente se decidió tratarlo como una nueva versión del F-94. El interés de la USAF fue tibio, así que Lockheed financió el desarrollo por sí misma, convirtiendo dos células de F-94B a prototipos YF-94C para evaluación. Para mejorar las prestaciones, fue diseñada un ala completamente nueva y mucho más delgada, junto con una superficie de cola extendida. El motor J33 fue reemplazado por un más potente Pratt & Whitney J48, una versión construida bajo licencia del Rolls-Royce Tay con posquemador, que incrementó dramáticamente la potencia, produciendo un empuje en seco de 28,2 kN (6350 lbf) y aproximadamente 38,9 kN (8750 lbf) con el posquemador. El sistema de control de fuego fue actualizado al nuevo Hughes E-5 con un radar AN/APG-40 en un morro mucho mayor. Las armas fueron retiradas y reemplazadas por un armamento de sólo cohetes consistente en cuatro grupos de seis cohetes en un aro alrededor del morro. Los cohetes se llevaban en cuatro paneles que podían ser abisagrados hacia arriba y hacia fuera para su recarga en tierra. En vuelo, estos cohetes estaban normalmente ocultos tras cuatro puertas plegables que se plegaban hacia dentro en combate.
Según el piloto de pruebas Tony LeVier, de Lockheed, el F-94C era capaz de volar en supersónico en un fuerte picado con el posquemador encendido.
El F-94C fue la única variante en ser llamada Starfire oficialmente. Con el tiempo, toda la familia del F-94 ha adoptado el nombre. El primer avión F-94C fue entregado en julio de 1951, siendo entregados 387 ejemplares antes de mayo de 1954. El mayor problema descubierto en servicio fueron los cohetes montados en el morro, que cegaban a la tripulación con sus fuegos y humos. El problema más severo asociado con el lanzamiento de los cohetes de morro era que los gases podían causar un apagado del motor a reacción, que podía provocar la pérdida del avión. Se añadieron contenedores de cohetes a mitad de ala, llevando 12 cohetes cada uno. La mayor parte del tiempo, los aviones no fueron equipados con los cohetes de morro, y los contenedores de cohetes de mitad de ala fueron el único armamento. Esta versión del avión fue extensamente usada dentro del sistema de defensa aérea Ambiente Terrestre Semiautomático (SAGE).
Un modelo F-94D fue propuesto como cazabombardero monoplaza, con bombas y cohetes bajo las alas. Fue construido un único prototipo, pero el modelo no fue aceptado para la producción. El prototipo fue usado más tarde como bancada para el cañón M61 Vulcan de 20 mm usado subsiguientemente en el F-104 Starfighter y muchos otros modelos.

## Variantes

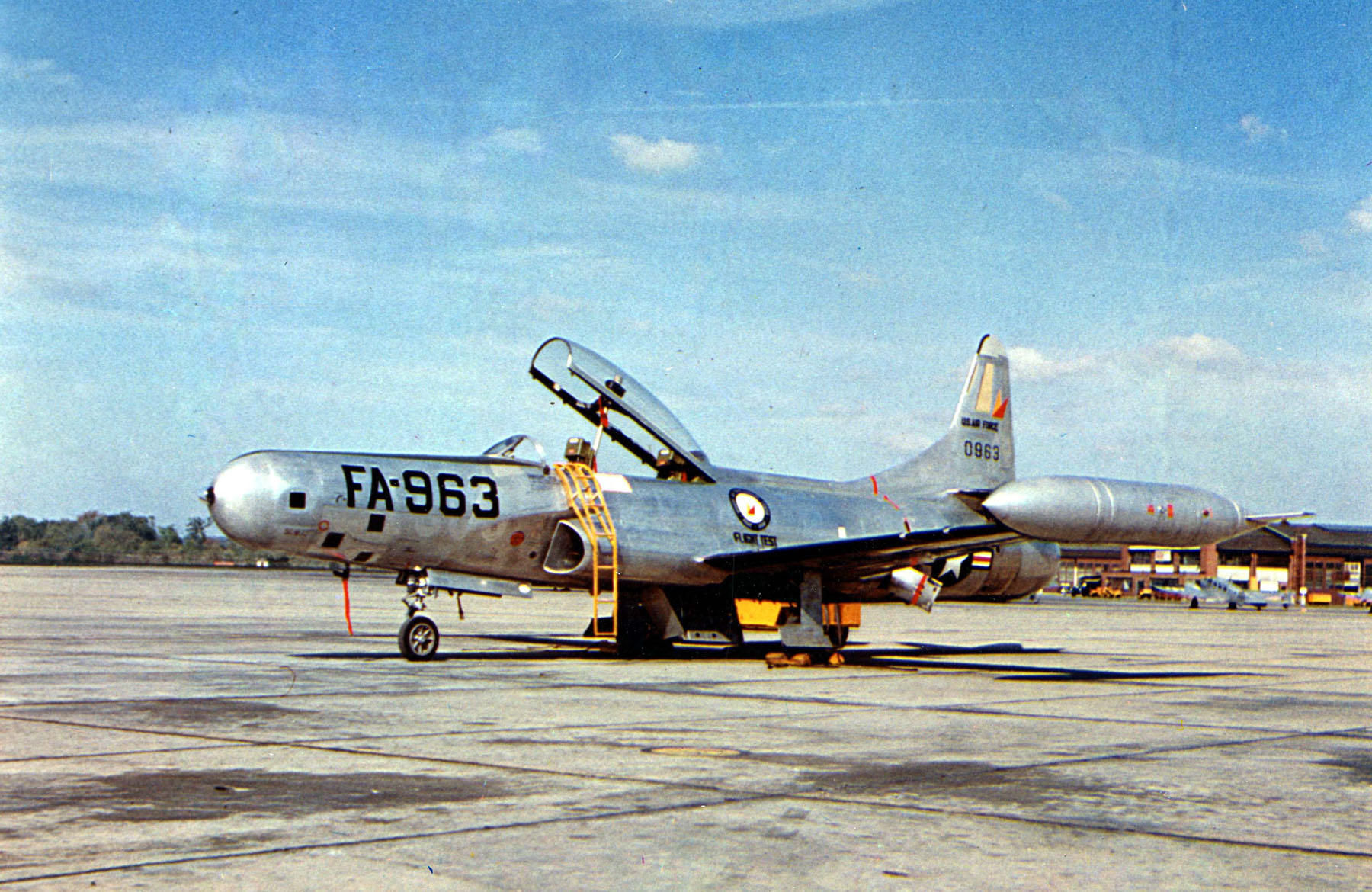
EF-94C de pruebas.

YF-94
TF-80C convertidos en prototipos YF-94, 2 construidos.
F-94A
Versión de producción inicial, 110 construidos.
YF-94B
Un F-94A modificado con nuevo director de vuelo, sistemas hidráulicos modificados y dos depósitos de punta alar agrandados.
F-94B
Modelo de producción basado en el YF-94B, 355 construidos.
YF-94C
F-94B modificados con el motor Pratt & Whitney J48, soportes de cohetes en el borde de ataque, y plano de cola extendido, originalmente designado YF-97A, dos modificados.
F-94C Starfire
Versión de producción del YF-94C con morro mayor, armas reemplazadas por cohetes montados en el morro, y provisión para montar cohetes JATO bajo el fuselaje, designado originalmente F-97A, 387 construidos.
EF-94C
Avión de pruebas para una versión de reconocimiento propuesta.
YF-94D
Prototipo de versión de caza de apoyo cercano monoplaza, basado en el F-94C, uno parcialmente construido, pero la construcción fue abandonada cuando el programa fue cancelado.
F-94D
Versión de producción del YF-94D, 112 ordenados pero luego cancelados, ninguno construido.
YF-97A
Designación original del YF-94C.
F-97A
Designación original del F-94C.

## Operadores
Estados Unidos
- USAF[12]
- Guardia Aérea Nacional

 Filipinas
- Fuerza Aérea de Filipinas

## Especificaciones (F-94C Starfire)

### Características generales
- Tripulación: Dos (piloto y operador de radar)
- Longitud: 13,6 m (44,6 ft)
- Envergadura: 12,9 m (42,3 ft)
- Altura: 4,5 m (14,8 ft)
- Superficie alar: 21,6 m² (232,8 ft²)
- Peso vacío: 5764 kg (12 703,9 lb)
- Peso cargado: 8300 kg (18 293,2 lb)
- Peso máximo al despegue: 10 970 kg (24 177,9 lb)
- Planta motriz: 1× turborreactor Pratt & Whitney J48-P-5.
  - Empuje normal: 28,2 kN (2876 kgf; 6340 lbf) de empuje.
  - Empuje con postquemador: 38,9 kN (3967 kgf; 8745 lbf) de empuje.

### Rendimiento
- Velocidad nunca excedida (Vne): 1030 km/h (640 MPH; 556 kt)
- Alcance: 1300 km (702 nmi; 808 mi)
- Alcance en ferry: 2050 m (6726 ft)
- Techo de vuelo: 15 670 m (51 411 ft)
- Régimen de ascenso: 40,5 m/s (7972 ft/min)
- Carga alar: 384 kg/m² (78,6 lb/ft²)
- Empuje/peso: 0,48

### Armamento
- Cohetes: 

  - 24x o 48x Mk 4 Folding-Fin Aerial Rocket de 2.75" (70 mm)

### Aviónica
- Radar AN/APG-40

## Aeronaves relacionadas

### Desarrollos relacionados
- Lockheed F-80 Shooting Star
- Lockheed T-33 Shooting Star

### Aeronaves  de ala recta similares
- McDonnell F2H Banshee
- Northrop F-89 Scorpion
- Gloster Meteor (Armstrong Whitworth Meteor NF.11, NF.12, NF.13, NF.14)

### Secuencias de designación
- Secuencia F-_ (Cazas (Fighter) del USAAC/USAAF/USAF, 1924-1962): ← P-91/F-91 - P-92/F-92 - F-93 - F-94 - F-95 - F-96 - F-97 - F-98 - F-99 - F-100 →